# LVR-Freilichtmuseum Lindlar

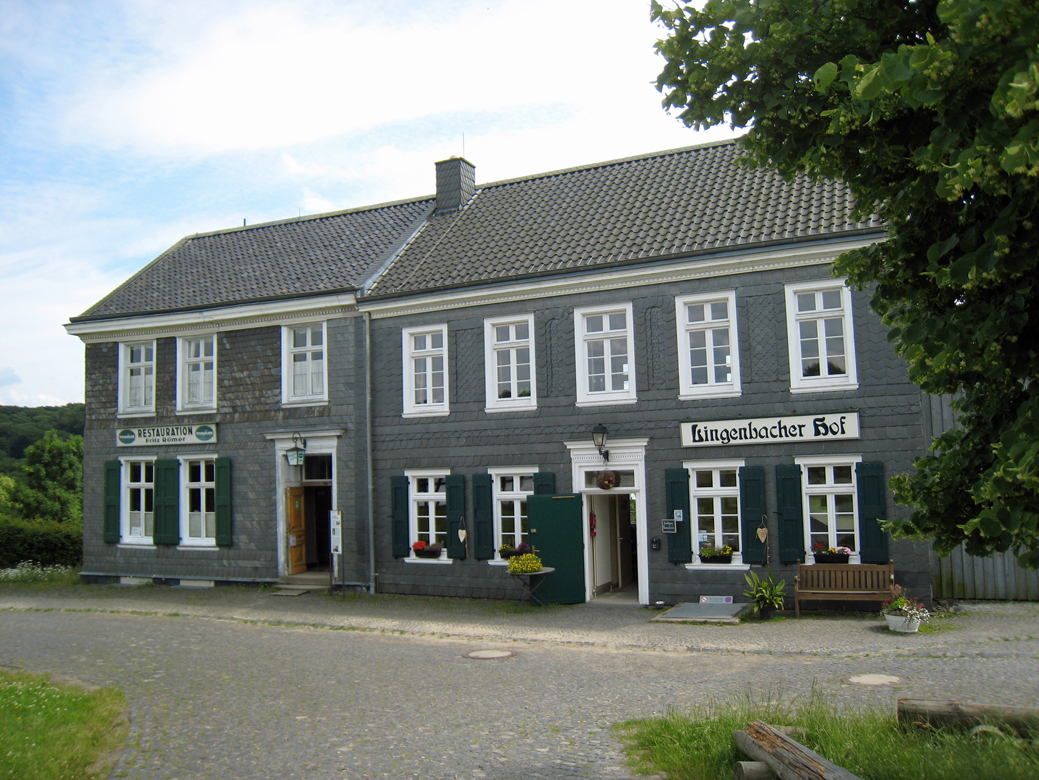
Historische „Restauration Fritz Römer“ (links) und Museumsgastronomie „Naumanns im Lingenbacher Hof“, im Juli 2013

Das LVR-Freilichtmuseum Lindlar bei Lindlar ist eines der beiden Freilichtmuseen des Landschaftsverbandes Rheinland. 1998 eröffnet zählt es zu den jüngsten und inhaltlich modernsten Einrichtungen dieses Museumstyps in Deutschland.

## Beschreibung

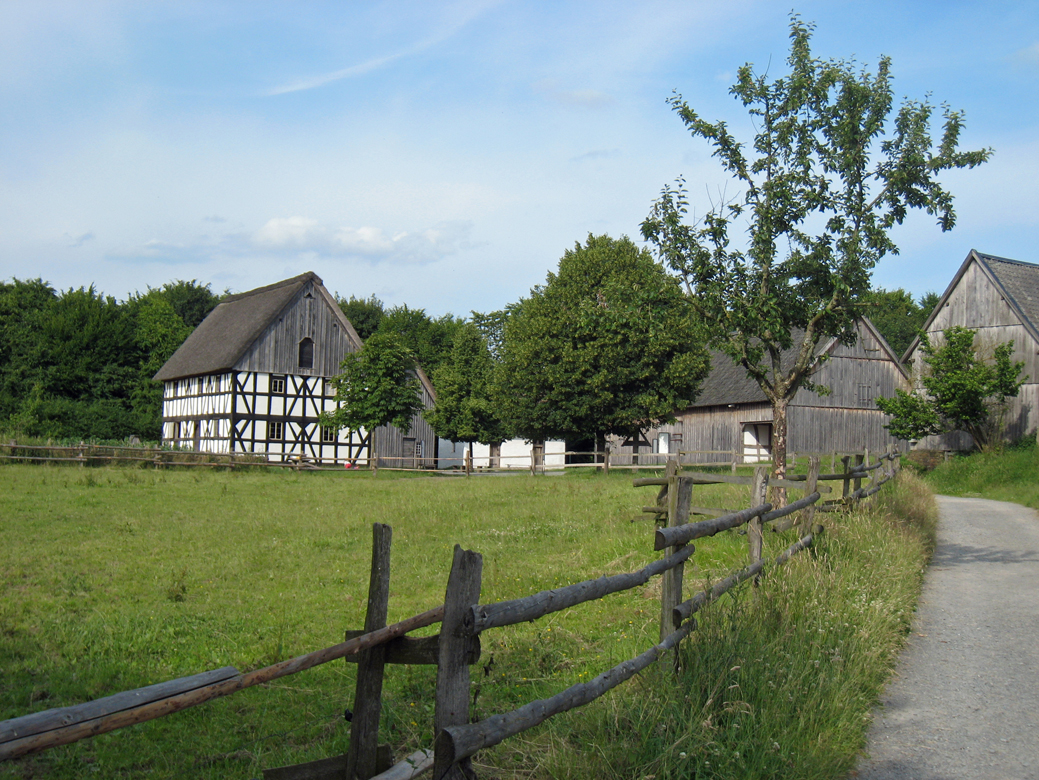
Gesamtsicht Hof Zum Eigen mit Zehntscheune, im Juli 2013

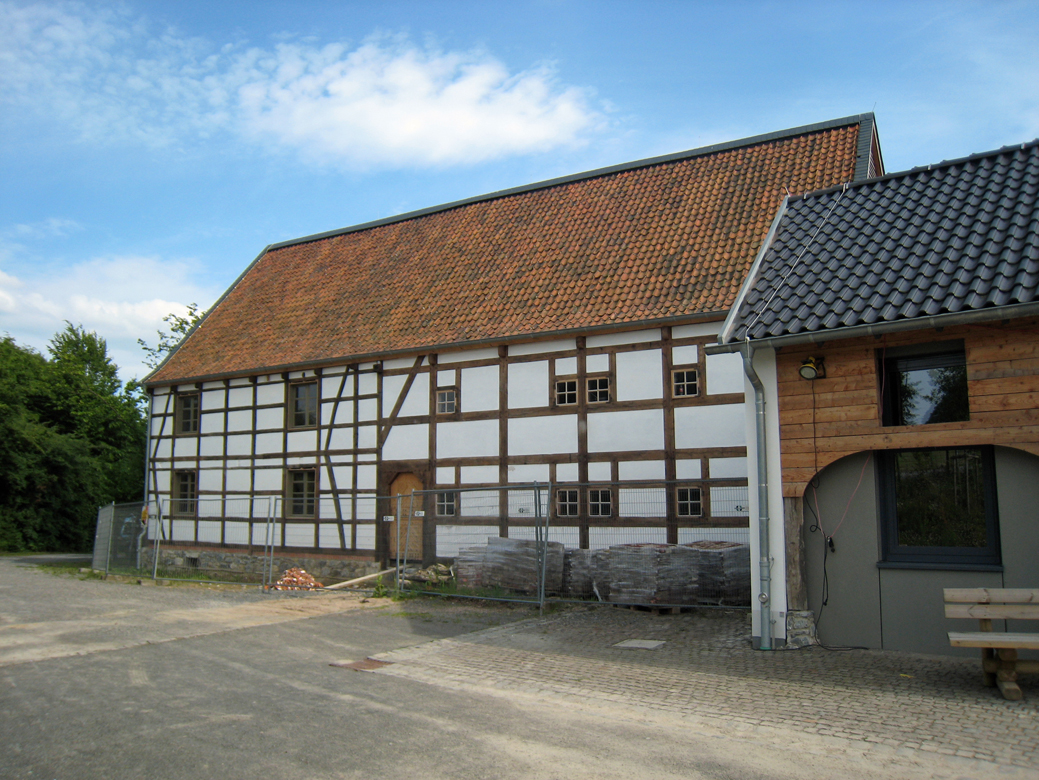
Gut Dahl kurz vor der Fertigstellung 2013

Auf einem Gelände von rund 30 Hektar Fläche wird der ländliche Alltag im Bergischen Land in den letzten Jahrhunderten dokumentiert. Entsprechend seinem Untertitel „Bergisches Freilichtmuseum für Ökologie und bäuerlich-handwerkliche Kultur“ besitzt die allgemeinverständliche Vermittlung der Entwicklungs- und Umweltziele der Agenda 21 als Leitbild einen zentralen Stellenwert in der Museumsarbeit. Nach dem Motto „Global denken – lokal handeln“ möchte das Freilichtmuseum Lindlar die Alltagskompetenzen der Menschen stärken. Besucher in Lindlar sollen nicht allein kulturhistorisch über das Bergische Land informiert, sondern auch dazu angeregt werden, ihre eigene Position im Sinne einer globalen Partnerschaft selbstkritisch zu reflektieren.
Der gesellschaftliche und kulturelle Wandel wird in Lindlar durch vier Gebäudegruppen (Dörfer) mit derzeit (2012) 30 Gebäuden vermittelt, die unterschiedliche Zeitebenen veranschaulichen. Das Hofgut „Zum Eigen“, bestehend aus mehreren Gebäuden verschiedener Herkunft. Es thematisiert die Zeit der Subsistenzwirtschaft bis zur Revolution von 1848/1849. Die noch im Ausbau befindliche Baugruppe „Oberlingenbach“ hingegen widmet sich der Phase nach der Gründung des Deutschen Reichs 1871, als Eisenbahn und städtischer Lebensstil allmählich die bergischen Dörfer erreichten. Ergänzt wird sie in den nächsten Jahren noch durch Bauten und Einrichtungen, die mit neuen gewerblichen Arbeitsmöglichkeiten und Technologien die Einflüsse des Industriezeitalters auf dem Land in der ersten Hälfte des 20. Jahrhunderts vermitteln. Mit seiner agrarisch-kleinindustriellen Struktur erfüllt das Lindlarer Freilichtmuseum im Kanon der LVR-Museen eine wichtige Brückenfunktion zum LVR-Industriemuseum mit seinen sechs Standorten, die im Wesentlichen die Hochindustrialisierungsphase im Rheinland veranschaulichen.
Die Hofanlage Peters, unmittelbar hinter dem Museumseingangsgebäude gelegen, zeigt das ländliche Leben in der Zeit nach 1945. Außerhalb dieses Zeitschemas ist eine weitere Gebäudegruppe am Mühlenberg entstanden, die die besonderen Gegebenheiten des südlichen Bergischen Landes vermittelt.
Ein weiteres Projekt ist die Dorfschule aus Waldbröl-Hermesdorf. Die 1861 erbaute Schule konnte an ihrem alten Standort nicht erhalten werden und wurde ins Freilichtmuseum versetzt. Zwei inhaltliche Schwerpunkte soll die künftige Ausstellung darin geben: einen historischen, der die Geschichte der Schule Hermesdorf und die Entwicklung des preußischen Elementarschulwesens behandelt, und einen aktuellen, der sich der Frage nach einer chancengerechten Bildung für alle widmet. Die Eröffnung ist für 2021 geplant.

## Besondere Museumsgebäude und technische Anlagen

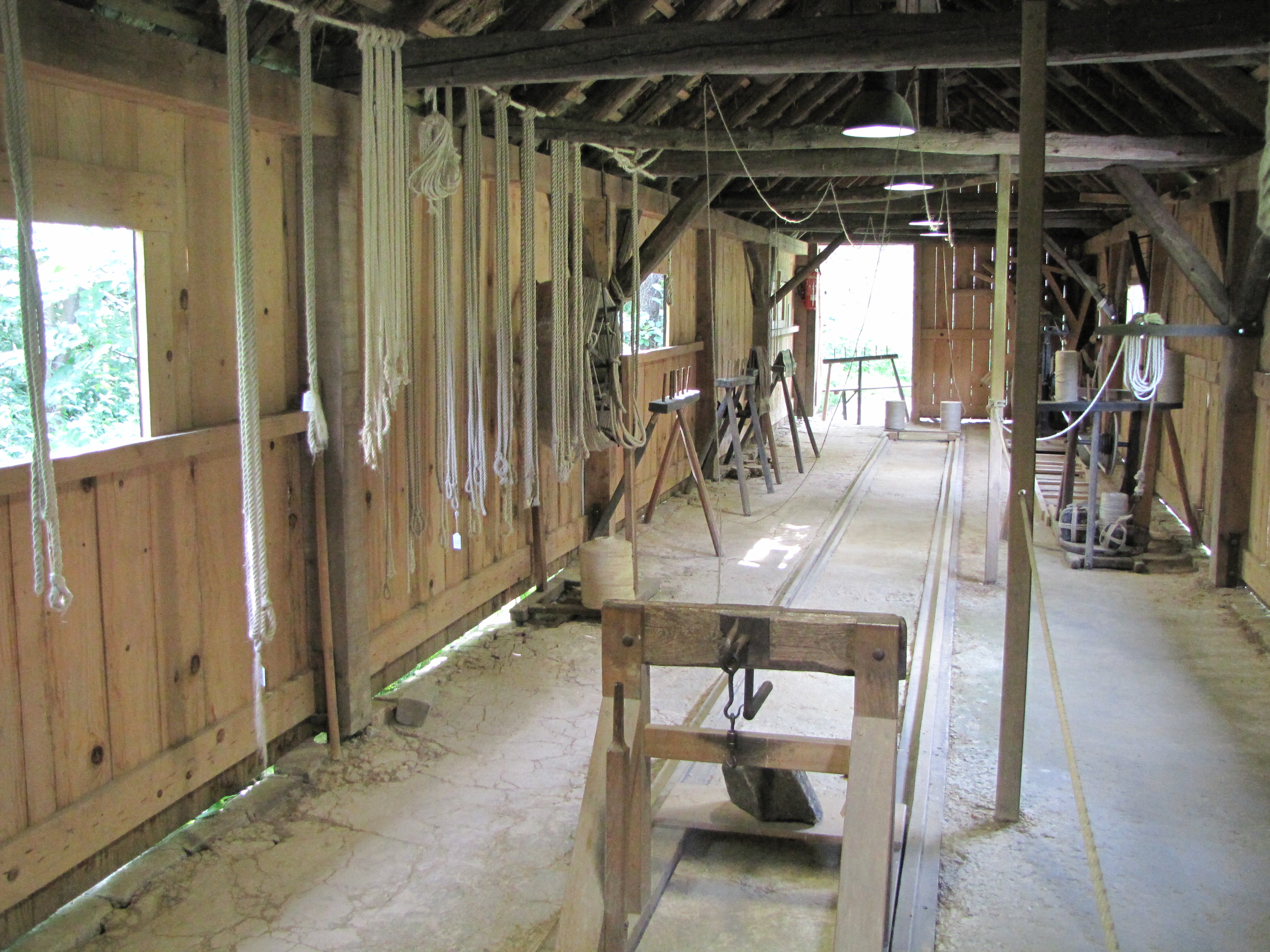
Seilerei aus Wipperfürth

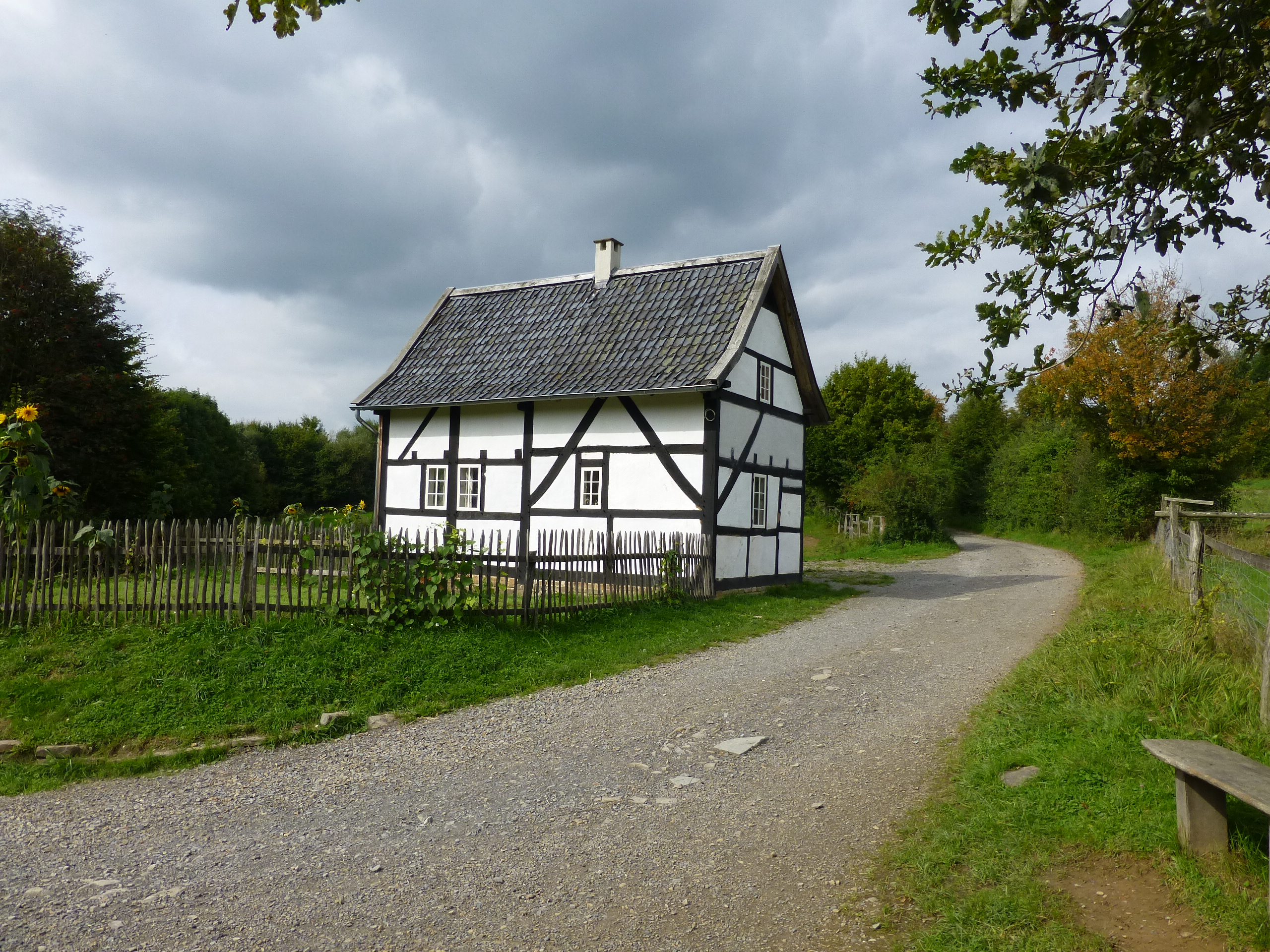
Kleinstwohnhaus aus Hilden

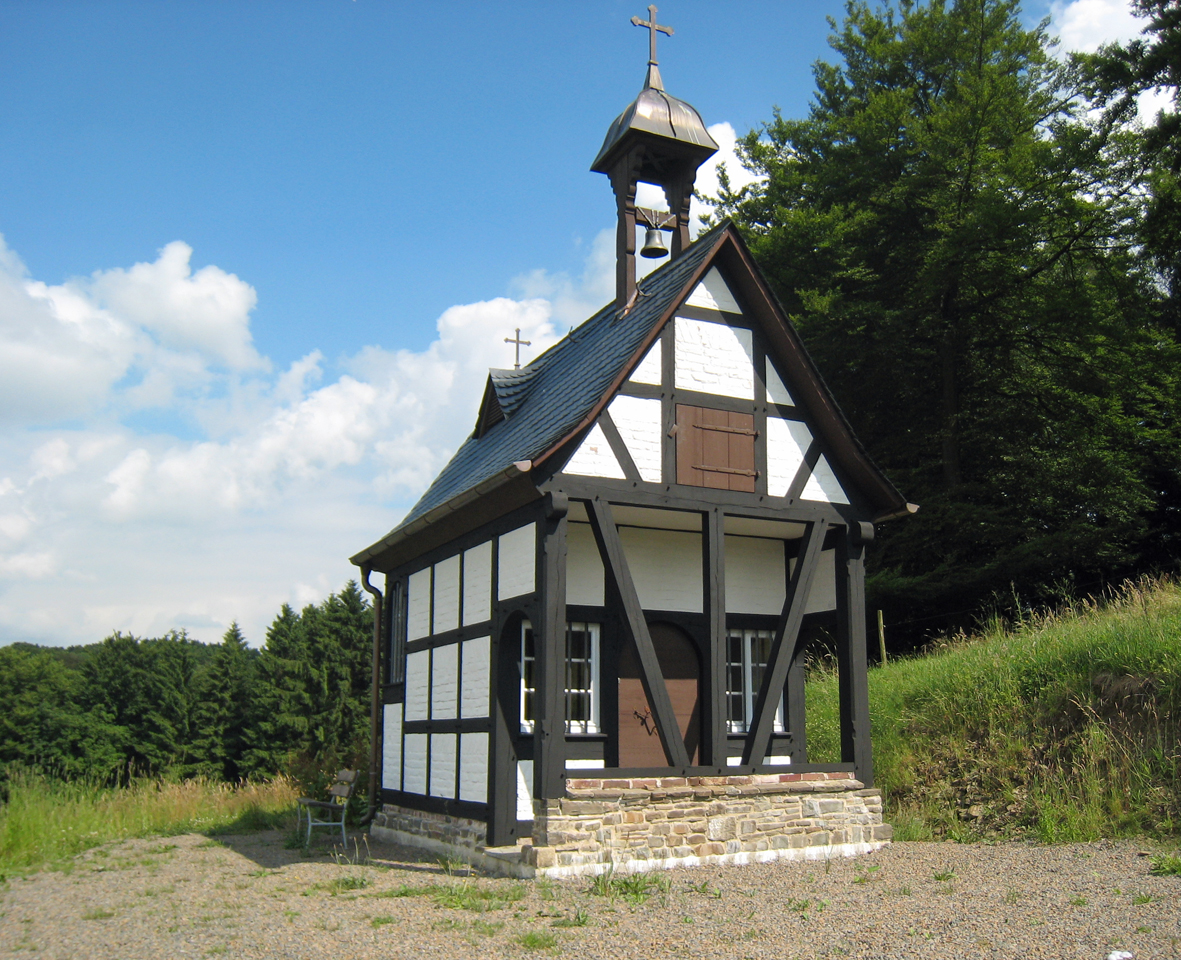
Nachbau der Kapelle aus Rösrath-Hellenthal im Außengelände

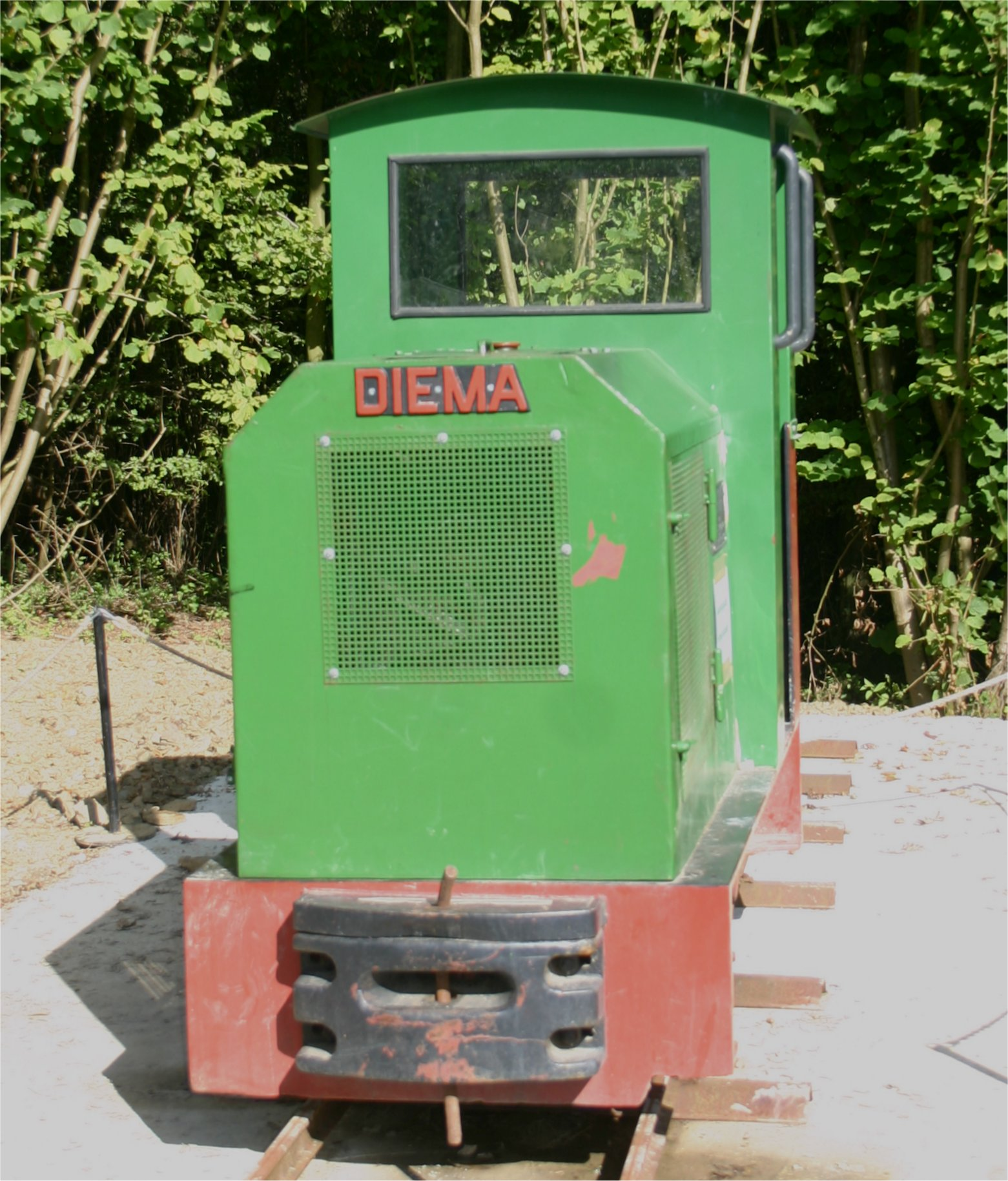
Lokomotive der Steinbruchbahn

- Schmiede und Stellmacherei aus Lindlar-Linde
Das Gebäude stammt aus dem Jahr 1880 und wurde in ganzen Teilen in das Museum versetzt; die Schmiede ist betriebsfähig. Regelmäßig finden handwerkliche Vorführungen statt.
- Wohnstallhaus aus Windeck-Hoppengarten
Im Jahr 1763 erbaut, dokumentiert das riedgedeckte Fachwerkhaus das Leben von Mensch und Tier unter einem Dach. Besonders bemerkenswert ist die Feuerstelle mit Rauchkammer. Die Hauswirtschafterinnen des Museums backen und kochen am offenen Feuer.
- Backhaus aus Overath-Kepplerburg
Das 1769 errichtete Backhaus besteht aus mit Brettern verkleidetem Fachwerk. Hier befindet sich die Museumsbäckerei.
- Bandweberhaus aus Wuppertal-Ronsdorf
Die gesamte Ausstattung einschließlich des weit über 100 Jahre alten Webstuhls ist authentisch und gelangte mit dem Gebäude in das Museum. Der Webstuhl wird regelmäßig vorgeführt.
- Gaststätte Römer aus Wuppertal-Sandfeld
Die in Wuppertal bekannte Fuhrmannskneipe kam 1997 mit dem gesamten historischen Inventar nach Lindlar. Es ist das letzte im Rheinland noch original erhaltene Wirtshaus aus der Zeit vor dem Ersten Weltkrieg. In dem Gebäude sind standesamtliche Trauungen möglich.

- Kiosk aus Wermelskirchen
Das kleine, um 1935 zunächst als Toilettenhäuschen erbaute und später als Kiosk genutzte Gebäude, musste an seinem ursprünglichen Standort am Wermelskirchener Markt einer modernen Platzgestaltung weichen. Im Museum werden dort seit Juli 2010 einst typische „Pfennigartikel“ wie Naschwerk oder Wundertüten für Kinder offeriert.
- Kleinstwohnhaus aus Hilden
Das Häuschen ist ein Patenschaftsprojekt der oberbergischen Unternehmerinneninitiative und wurde im April 2015 auch im inneren Bereich eröffnet. Es gehört zur Baugruppe Oberlingenbach und hat mit ca. 40 Quadratmeter Wohnfläche, die über zwei Etagen verteilt sind, ab 1763 bis zu 10 Personen Platz geboten.[5]

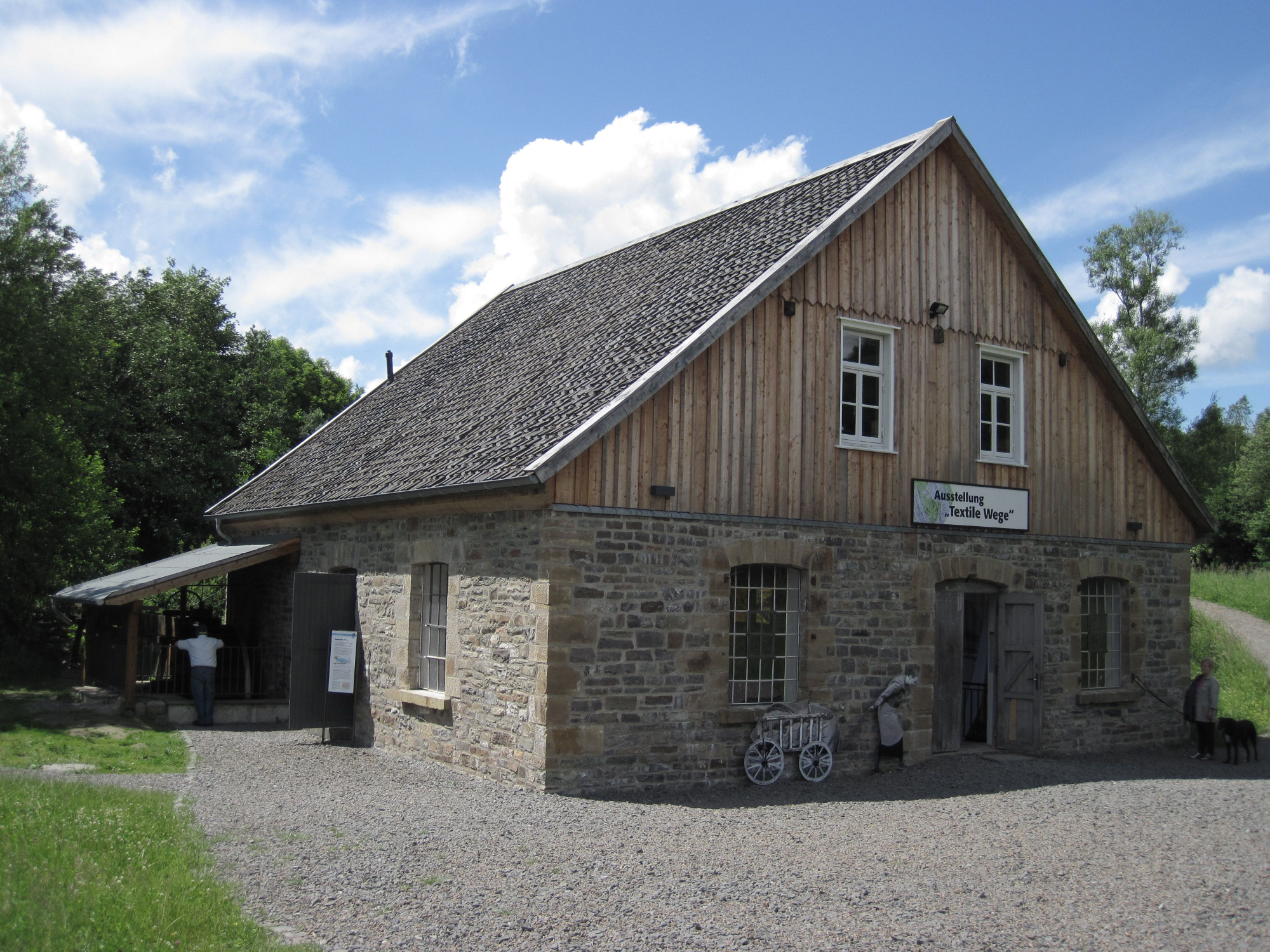
Die betriebsfähige Lumpenreißerei Müllershammer

- Müllershammer aus Lindlar-Oberleppe
Mit dem Niedergang des eisenverarbeitenden Gewerbes im Bergischen Land erhielt der Müllershammer um 1870 eine neue Nutzung. Seither diente er für mehrere Jahrzehnte als Lumpenreißerei. Sein hölzernes Wasserrad treibt mehrere historische Textilmaschinen an. Die interaktive Ausstellung „Textile Wege“ informiert nicht nur über das historische Recyceln von Textilien, sondern thematisiert auch die Probleme, die durch den verschwenderischen Umgang und die Überproduktion von Kleidung entstehen. Im Dachgeschoss befindet sich die Umweltwerkstatt des Museums.
- Seilerei aus Wipperfürth
Der Seilergang ist betriebsfähig. Mehrmals in der Woche werden mit handbetrieben Maschinen „Seile geschlagen“.

- Kapelle aus Rösrath-Hellenthal
Der Nachbau der spätbarocken hölzernen Barbara-Kapelle Hellenthal entstand mit ehrenamtlichem Engagement.
Die landschaftlich reizvoll gelegene Kapelle wurde im Dezember 2012 durch den Kölner Weihbischof Dominikus Schwaderlapp gesegnet.[6]
- Museumsherberge im Gut Dahl aus Wülfrath
Seit Mai 2012 besitzt das Museum eine moderne barrierefreie Herberge im Gelände. Sie bietet 40 Personen Platz und kann von Schulklassen, Wandergruppen, Familien oder Workshopteilnehmern gleichermaßen genutzt werden.

- Steinbruchbahn
Rund 800 Meter lang wird die Feldbahnstrecke sein, die zukünftig die Museumserweiterungsfläche mit 600 mm Spurweite erschließen wird. Das Museum besitzt drei kleine Dieselloks und mehrere Kipploren.[7] Zurzeit sind etwa 600 Meter Schienen verlegt.
- Strohballenhaus
Ein Beispiel für nachhaltiges Bauen ist das 2008 aus gepressten Strohballen erbaute Haus. Es zeichnet sich durch eine gute Wärmedämmung aus und dient als Ausstellungs- sowie Seminargebäude.
- Trafostation aus Hückeswagen-Herweg
Die seit Dezember 2013 aufgestellte Trafostation war noch bis 2010 in Betrieb. Auf dem Museumsgelände wurde sie Teil der Ausstellung „Krieg und Licht“, die im Jahr 2014 unter dem Motto „1914 – Mitten in Europa“ stand.[8]
- Gut Dahl aus Wülfrath
Das mit 400 Quadratmetern Wohnfläche aus dem Niederbergischen stammende Haus, ist das größte Museumsgebäude. Hier wird auf zwei Etagen der Wandel vom bäuerlichen zum bürgerlichen Haushalt dargestellt. Dank erhaltener Inventarlisten wurde das Haus in vielen Bereichen detailliert rekonstruiert. Die beim Abbau gefundenen Tapetenreste wurden originalgetreu nachgedruckt und angebracht. Haus Dahl zeigt das Leben der Bewohner um das Jahr 1850.[9]
- Sägegatter aus Dormagen-Hackenbroich
Das Sägegatter wurde 1906 errichtet, 1928 in Dormagen-Hackenbroich aufgestellt und dort bis 1978 betrieben. Der Wiederaufbau im LVR-Freilichtmuseum Lindlar erfolgte 1999. Der nicht mehr vorhandene Holzschuppen wurde mit Hilfe von Fotos und Zeitzeugen rekonstruiert. Der Antrieb des Gatters erfolgte von Anfang an über einen 6,5 PS-Elektromotor. Das Sägegatter ist voll funktionstüchtig, es wird bei Großveranstaltungen mit Hilfe einer Dampflokomobile angetrieben.[10]
- Forsthaus Broichen aus Bergisch Gladbach-Broichen
Erste Entwürfe des Försterdienstgehöfts reichen bis in das Jahr 1931 zurück. Die Baugenehmigung wurde 1933 erteilt. Ein Jahr später stellte die Rösrather Zimmerei August Klug den vollständig aus Eichenholz gezimmerten Blockbau im Königsforst fertig. Heute sind im gesamten Rheinland nur noch wenige ähnlich Anlagen bekannt, wie in Eckenhagen-Blockhaus oder in Wermelskirchen auf dem Bayer-Tagungsgelände „Grosse Ledder“. Zwischen 1940 und 1965 wurde das Anwesen durch die Försterfamilie Besgen bewohnt. Für die Ausstattung der Försterwohnung fanden die erhalten gebliebenen originale Fotografien als Vorlage Verwendung.[11][12]
- Haus Lindscheid aus Lindscheid bei Nümbrecht
Bei dem Fachwerkhaus aus dem oberbergischen Lindscheid bei Nümbrecht handelt sich um ein für das Bergische Land übliches Wohnstallhaus. Mitte des 19. Jahrhunderts wurde das Haus modernisiert und erweitert, seine ältesten Bauabschnitte wurden aber schon im 17. Jahrhundert errichtet. Das Gebäude war bis 1922 bewohnt. Seitdem diente es den Eigentümern als Scheune mit angebauter Remise. Zahlreiche erhaltene bauhistorische Details, etwa ein Backofen im Keller, eine zweiteilige Haustür, ein Takenschrank und viele originale Wandbefunde zeichnen das Haus aus. Das Gebäude wird um das Jahr 1850 gezeigt, einer Zeit, in der Handwerk und bäuerliches Leben oft Hand in Hand gingen.[13]

## Landbau und Nutztiere

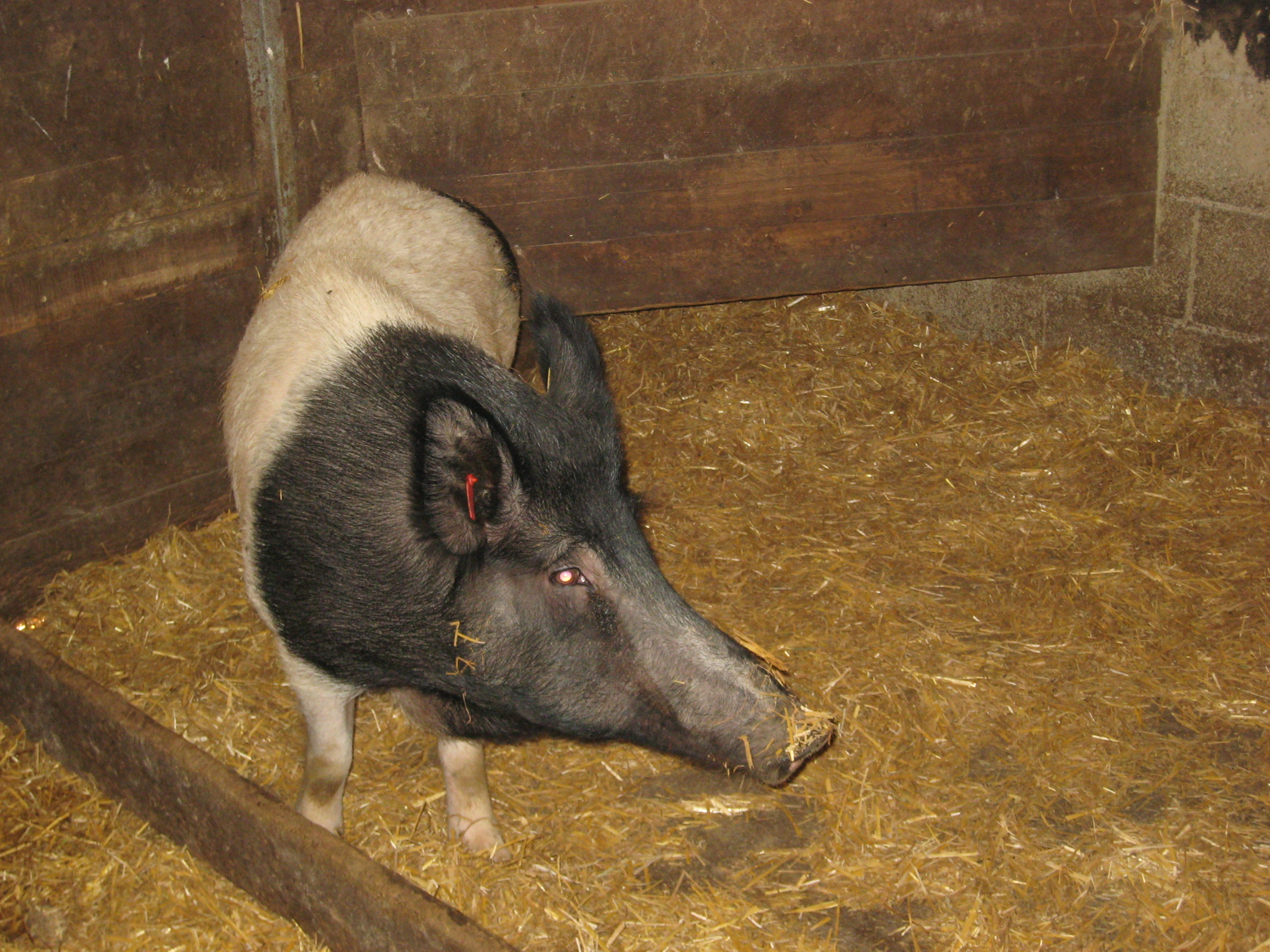
Ein rückgezüchtetes Weideschwein im Museumsstall

Im Museumsgelände wird eine historische Schaulandwirtschaft betrieben und ein breites Spektrum regionaler und gefährdeter Nutztierrassen gehalten. Neben den Arbeitspferden des Typs Rheinisch-Deutsches Kaltblut können auch Rotes Höhenvieh, Bentheimer Landschwein, Weiße Deutsche Edelziege, Diepholzer Gans, Bergischer Kräher und viele weitere Tiere besichtigt werden.

## Ausstellungen
Neben mehreren Wechselausstellungen, die jedes Jahr in der Scheune von Hof Peters oder im Strohballenhaus stattfinden, sind in verschiedenen Museumsgebäuden rund 500 m² Dauerausstellungsflächen vorhanden. Darunter sind folgende Präsentationen:
- „Himmelfahrt und Aschenkreuz – Bräuche im Jahreslauf“ (in Kooperation mit dem Erzbistum Köln (Scheune Peters))
- „Textile Wege“ (Müllershammer), „Jahre der Not – 1945–1949“ (Haus Helpenstein)
- „Stroh – Nutzung und Verarbeitung“ + „4 Szenen in der Schlafkammer“ (Wohnstallhaus aus Windeck-Hoppengarten)
- „Wasser im Haushalt“ + „Geschichtspunkte“ (Scheune aus Denklingen).
- „Eiskalt“. 77 Winterfotografien von der Strunde bei Bergisch Gladbach im Zeichen des Klimawandels (Zehntscheune Hof Eigen)
- „Menschen(s)kinder“ Eine Fotoausstellung mit außergewöhnlichen Menschen an bemerkenswerten Orten, September bis Dezember 2014 in der Zehntscheune[14]

## Wohnen im Museum
Schulklassen, Familien, Wanderer und andere Gruppen können in der barrierefreien „Museumsherberge im Gut Dahl“ übernachten. Das Gebäude liegt am Nordtor des Museums und verfügt über 40 Betten in Mehrbettzimmern, einen Aufenthaltsraum sowie eine kleine Küche. Alle Gäste, die in der Museumsherberge nächtigen, müssen eine museumspädagogische Aktion, ein ökologisches Seminar oder eine Museumsführung buchen.